# Volksabstimmungen in der Schweiz 2002
Dieser Artikel bietet eine Übersicht der Volksabstimmungen in der Schweiz im Jahr 2002.
In der Schweiz fanden 2002 auf Bundesebene acht Volksabstimmungen statt, im Rahmen von vier Urnengängen am 3. März, 2. Juni, 22. September und 24. November. Dabei handelte es sich um vier Volksinitiativen, eine Volksinitiative mit Gegenentwurf und Stichfrage und drei fakultative Referenden.

## Abstimmungen am 3. März 2002

### Ergebnisse
| Nr. | Vorlage | Art | Stimm- berechtigte | Abgegebene Stimmen | Beteiligung | Gültige Stimmen | Ja        | Nein      | Ja-Anteil | Nein-Anteil | Stände | Ergebnis |
| --- | --- | --- | ------------------ | ------------------ | ----------- | --------------- | --------- | --------- | --------- | ----------- | ------ | -------- |
| 485 | Eidgenössische Volksinitiative «für den Beitritt der Schweiz zur Organisation der Vereinten Nationen (UNO)» | VI  | 4'721'320          | 2'758'925          | 58,44 %     | 2'726'739       | 1'489'110 | 1'237'629 | 54,61 %   | 45,39 %     | 12:11  | ja       |
| 486 | Eidgenössische Volksinitiative «für eine kürzere Arbeitszeit»                                               | VI  | 4'721'320          | 2'750'779          | 58,26 %     | 2'708'133       | 0'686'935 | 2'021'198 | 25,37 %   | 74,63 %     | 0:23   | nein     |

### UNO-Beitritt
Nach der deutlichen Ablehnung des Beitritts der Schweiz zu den Vereinten Nationen (UNO) im März 1986 dauerte es über zehn Jahre, bis sich die Diskussion wieder intensivierte. 1997 nahm das Parlament eine Motion von FDP-Nationalrat Hans Rudolf Gysin an, die den Bundesrat zur Vorbereitung eines Beitritts aufforderte. Ein im selben Jahr überwiesenes Postulat seines SP-Ratskollegen Andreas Gross verlangte darüber hinaus einen Bericht zu den Beziehungen zwischen der Schweiz und der UNO. Da dieser Bericht sehr unverbindlich ausfiel, bildete sich ein breit abgestütztes überparteiliches Komitee, das im März 2000 eine Volksinitiative einreichte. Sie sollte den Bundesrat dazu ermächtigen, ein Beitrittsgesuch zu stellen. Bundesrat und Parlament empfahlen die Annahme der Initiative. Noch vor der Abstimmung veröffentlichte der Bundesrat den Text des Beitrittsgesuchs, in dem er ausdrücklich die Neutralität der Schweiz betonte. In der sehr intensiv geführten Abstimmungskampagne sammelten sich die Gegner in dem von Christoph Blocher angeführten «Aktionskomitee gegen den Beitritt der Schweiz zur UNO». Zu ihnen gehörten überwiegend Vertreter der SVP und kleiner Rechtsaussenparteien. Im Wesentlichen wiederholten sie die Argumente von 1986, wonach ein UNO-Beitritt mit der Neutralität unvereinbar sei, die Unabhängigkeit der Schweiz gefährde und zu viel koste. Hinzu kamen drei weitere gegnerische Komitees, die von der AUNS und der Ligue vaudoise koordiniert wurden. Auf der anderen Seite engagierten sich Vertreter der meisten Parteien für den Beitritt. Unterstützung erhielten sie dabei von Wirtschafts- und Umweltverbänden, Kulturschaffenden und Regierungen mehrerer Kantone. Die Befürworter betonten, dass die Schweiz dieselben Ziele wie die UNO verfolge und sich in zahlreichen Unterorganisationen stark engagiere, aufgrund des Beobachterstatus jedoch nicht mitbestimmen könne. Bei einer aussergewöhnlich hohen Beteiligung stimmte eine relativ grosse Mehrheit der Abstimmenden der Initiative zu, allerdings kam das Ständemehr nur sehr knapp zustande.

### Kürzere Arbeitszeit
Der Schweizerische Gewerkschaftsbund reichte im November 1999 eine Volksinitiative zur Senkung der Arbeitszeit ein. Sie verlangte eine sukzessive Senkung der maximalen Jahresarbeitszeit um 52 Stunden auf 1872 Stunden, eine Beschränkung der zulässigen Überzeit auf maximal 100 Stunden jährlich sowie eine maximale Wochenarbeitszeit von 48 Stunden. Löhne unter dem Anderthalbfachen des Durchschnitts sollten nicht zum Ausgleich gekürzt werden dürfen. Bundesrat und Parlament wiesen das Begehren zurück. Auch stand das gewerkschaftliche Lager nicht geschlossen hinter der Vorlage. So hielt der Christlichnationale Gewerkschaftsbund lineare Arbeitszeitverkürzungen für unzeitgemäss und wollte stattdessen flexible Modelle fördern. Letztlich unterstützten nur die SP, die Grünen und die CSP die Initiative. Die Befürworter wollten im Wesentlichen die Arbeit auf mehr Köpfe verteilen, um Zeiten hoher Arbeitslosigkeit abzufedern. Ausserdem seien die Erwerbstätigen immer stärker mit Stress und Überstunden belastet. Die bürgerlichen Parteien und die Wirtschaftsdachverbände kritisierten, die vorgeschlagene Pauschallösung werde den Bedürfnissen der Wirtschaft und der öffentlichen Betriebe nicht gerecht. Zudem sei eine Arbeitszeitverkürzung mit Lohngarantie nicht verkraftbar und gefährde insbesondere die Wettbewerbsfähigkeit kleiner und mittlerer Unternehmen. Knapp drei Viertel der Abstimmenden und alle Kantone lehnten die Initiative ab.

## Abstimmungen am 2. Juni 2002

### Ergebnisse
| Nr. | Vorlage | Art | Stimm- berechtigte | Abgegebene Stimmen | Beteiligung | Gültige Stimmen | Ja        | Nein      | Ja-Anteil | Nein-Anteil | Stände | Ergebnis |
| --- | --- | --- | ------------------ | ------------------ | ----------- | --------------- | --------- | --------- | --------- | ----------- | ------ | -------- |
| 487 | Änderung des Schweizerischen Strafgesetzbuches (Schwangerschaftsabbruch)                                                              | FR  | 4'731'017          | 1'978'123          | 41,81 %     | 1'939'650       | 1'399'545 | 0'540'105 | 72,15 %   | 27,85 %     | –      | ja       |
| 488 | Eidgenössische Volksinitiative «für Mutter und Kind – für den Schutz des ungeborenen Kindes und für die Hilfe an seine Mutter in Not» | VI  | 4'731'017          | 1'972'596          | 41,69 %     | 1'931'302       | 0'352'432 | 1'578'870 | 18,25 %   | 81,75 %     | 0:23   | nein     |

### Fristenregelung
Die strenge Regelung des Schwangerschaftsabbruchs (straffrei war sie nur bei medizinischer Indikation) galt als überholt und stimmte nicht mehr mit den gesellschaftlichen Verhältnissen überein, was zunehmend zu einer Kluft zwischen restriktivem Recht und liberaler Praxis führte. 1993 forderte eine parlamentarische Initiative von SP-Nationalrätin Barbara Haering eine Fristenregelung. Nach langwierigen Verhandlungen einigten sich beide Parlamentskammern auf einen Kompromiss. Künftig sollte eine Schwangerschaft in den ersten zwölf Wochen straffrei abgebrochen werden können, sofern die Frau eine persönliche Notlage geltend macht, den Abbruch in einer vom Kanton zu bezeichnenden Klinik oder Praxis vornehmen lässt und auf staatliche Beratungshilfen aufmerksam gemacht wird. Gegen diesen Beschluss ergriffen die CVP (allerdings gegen den Willen der Basis) und die «Gesellschaft für den Schutz des ungeborenen Lebens» (GSL) erfolgreich das Referendum, wobei letztere auch Unterschriften für die Initiative «für Mutter und Kind» sammelte (siehe unten). Auf Seiten der Gegner waren die CVP und die SVP tief gespalten, auch die Landeskirchen waren sich uneinig. Nur die EVP und die EDU lehnten die Vorlage geschlossen ab. Ihnen zufolge war die Fristenlösung willkürlich und sozialethisch nicht zu rechtfertigen; die Strafbefreiung erhebe eine unrechte Praxis zum Gesetz. Die Befürworter (allen voran die Linken und die FDP) argumentierten vor allem mit der Beseitigung der bestehenden Rechtsunsicherheit sowie der Stärkung der Eigenverantwortung und des Selbstbestimmungsrechts der Frauen. Fast drei Viertel der Abstimmenden sprachen sich für die Liberalisierung aus, einzig in den Kantonen Appenzell Innerrhoden und Wallis gab es ablehnende Mehrheiten.

### Mutter und Kind
Entgegen der Absicht des Parlaments, die Fristenlösung einzuführen, strebte die religiös-konservative Stiftung Schweizerische Hilfe für Mutter und Kind das Gegenteil an. Unterstützt von der GSL, reichte sie im November 1999 eine Volksinitiative ein. Dem Schutz des ungeborenen Lebens sollte die Bundesverfassung oberste Priorität einräumen. Schwangerschaftsabbrüche sollten nur dann straflos vorgenommen werden können, wenn eine akute körperlich bedingte Lebensgefahr der Schwangeren nicht anders abwendbar ist. Der Vorschlag ging über das damalige restriktive Recht hinaus und schloss sogar psychische Gründe wie die Gefahr eines Suizids kategorisch aus, weshalb sich selbst die abtreibungskritische Organisation «Ja zum Leben» von der radikalen Initiative distanzierte. Mit Ausnahme der EDU sowie einzelner SVP-Kantonalparteien lehnten sämtliche Parteien die Initiative ab, da ihnen das faktische Abtreibungsverbot in vielerlei Hinsicht zu weit ging. Sie ignoriere die gesellschaftliche Entwicklung der letzten drei Jahrzehnte völlig und münde in eine eigentliche Gebärpflicht für Frauen. So gehe es nicht an, vergewaltigten Frauen ohne Alternative eine Schwangerschaft zuzumuten. Zudem würden Frauen geradezu in die Illegalität gedrängt und müssten sich für den Eingriff an unqualifizierte Personen wenden. Die wenigen Befürworter hielten dem entgegen, das Selbstbestimmungsrecht der Frau ende dort, wo das Grundrecht des Kindes beginne. Abtreibungen seien verfassungswidrig, da sie gegen die Menschenwürde und das Recht auf Leben verstiessen. Mehr als vier Fünftel der Abstimmenden lehnten die Initiative überaus deutlich ab, lediglich im Kanton Wallis erhielt sie mehr als 30 Prozent Zustimmung.

## Abstimmungen am 22. September 2002

### Ergebnisse
| Nr. | Vorlage | Art | Stimm- berechtigte | Abgegebene Stimmen | Beteiligung | Gültige Stimmen | Ja                                                 | Nein                                               | Ja-Anteil                                          | Nein-Anteil                                        | Stände                                             | Ergebnis                                           |
| --- | --- | --- | ------------------ | ------------------ | ----------- | --------------- | -------------------------------------------------- | -------------------------------------------------- | -------------------------------------------------- | -------------------------------------------------- | -------------------------------------------------- | -------------------------------------------------- |
| 489 | Eidgenössische Volksinitiative «Überschüssige Goldreserven in den AHV-Fonds (Goldinitiative)»                         | VI  | 4'743'888          | 2'143'027          | 45,17 %     | 2'122'367       | 984'058                                            | 1'085'072                                          | 46,37 %                                            | 53,63 %                                            | 6:17                                               | nein                                               |
| 489 | «Gold für AHV, Kantone und Stiftung» (Gegenentwurf zur Volksinitiative «Überschüssige Goldreserven in den AHV-Fonds») | GE  | 4'743'888          | 2'143'027          | 45,17 %     | 2'122'367       | 984'537                                            | 1'057'398                                          | 48,22 %                                            | 51,78 %                                            | 6½:16½                                             | nein                                               |
| 489 | Stichfrage | SF  | 4'743'888          | 2'143'027          | 45,17 %     | 1'973'625       | Erläuterung im entsprechenden Kapitel weiter unten | Erläuterung im entsprechenden Kapitel weiter unten | Erläuterung im entsprechenden Kapitel weiter unten | Erläuterung im entsprechenden Kapitel weiter unten | Erläuterung im entsprechenden Kapitel weiter unten | Erläuterung im entsprechenden Kapitel weiter unten |
| 490 | Elektrizitätsmarktgesetz                                                                                              | FR  | 4'743'888          | 2'125'214          | 44,79 %     | 2'051'766       | 972'770                                            | 1'078'412                                          | 47,42 %                                            | 52,58 %                                            | –                                                  | nein                                               |

### Goldreserven in den AHV-Fonds
Während der emotional aufgeladenen Diskussion um nachrichtenlose jüdische Vermögen und die umstrittene Rolle der Schweiz im Zweiten Weltkrieg schlug der Bundesrat im März 1997 die Schaffung einer Solidaritätsstiftung vor, die über die Bewirtschaftung des nicht mehr benötigten Teils der Goldreserven der Nationalbank finanziert werden sollte (siehe unten). Die SVP lehnte diesen Plan kategorisch ab und reichte im Oktober 2000 eine Volksinitiative ein. Sie verlangte, dass nicht mehr für geld- oder währungspolitische Zwecke benötigte Reserven von der Nationalbank auf den Ausgleichsfonds der Alters- und Hinterlassenenversicherung (AHV) übertragen werden. Bundesrat und Parlament empfahlen die Initiative zur Ablehnung. Zu den Befürwortern gehörten neben der SVP auch kleine Rechtsaussenparteien, die AUNS und etwas überraschend der Schweizerische Gewerkschaftsbund. Sie betonten, dass die Goldreserven ein «Volksvermögen» seien, das dem Volk zurückgegeben werden müsse; dies sei am gerechtesten über eine Zusatzfinanzierung der AHV zu erreichen. Die Gegner argumentierten, die Initiative lasse die Auflösung der Goldreserven zu, übergehe den verfassungsmässigen Anspruch der Kantone auf zwei Drittel der Nationalbankgewinne und gefährde die Unabhängigkeit der Nationalbank. Eine knappe Mehrheit der Abstimmenden lehnte die Vorlage ab, zustimmende Mehrheiten erzielte sie in den Kantonen Aargau, Glarus, St. Gallen, Schwyz, Tessin und Thurgau.

### Gegenentwurf (Solidaritätsstiftung)
Der Bundesrat schlug vor, die rund 1300 Tonnen Gold umfassenden Reserven der Nationalbank sukzessive abzubauen, da sie nicht mehr benötigt würden. Der Erlös aus dem Verkauf von 500 Tonnen Gold sollte an eine neu zu schaffende Solidaritätsstiftung gehen. Diese sollte Projekte unterstützen, die Opfern von Gewalt, Armut, Katastrophen, Genozid, Folter und anderen Menschenrechtsverletzungen helfen. Wichtige Grundsätze sollten dabei die Hilfe zur Selbsthilfe, die Förderung von Eigeninitiativen sowie die Stärkung von Gemeinsinn und Solidarität sein. Das Parlament ging über den Vorschlag hinaus und beschloss, dass der gesamte Verkaufserlös der 1300 Tonnen (rund 18 Milliarden Franken) in einen auf 30 Jahre befristeten Fonds fliessen solle. Die Fondserträge würden dann zu je einem Drittel der Solidaritätsstiftung, der AHV und den Kantonen zukommen. Linke Parteien, Hilfswerke, die CVP und die FDP unterstützten die Vorlage. Sie garantiere, dass das Goldvermögen in seinem realen Wert erhalten bleibe; die Stiftung ermögliche auch die Fortführung der humanitären Tradition der Schweiz. Darüber hinaus würden die AHV und die Kantone ihren gerechten Anteil erhalten. Die SVP und die Rechtsaussenparteien bewarben vor allem die Goldinitiative und beschäftigten sich nur am Rande mit dem Gegenentwurf. Die LPS und zehn FDP-Kantonalsektionen empfahlen ein doppeltes Nein und machten dafür finanzpolitische Bedenken geltend. Eine knappe Mehrheit der Abstimmenden lehnte die Vorlage ab, Ja-Mehrheiten resultierten in den Kantonen Basel-Stadt, Bern, Genf, Jura, Luzern, Neuenburg und Zürich.

### Stichfrage
Da die Goldinitiative und die Solidaritätsstiftung thematisch eng miteinander verknüpft waren, wurde letztere als direkter Gegenentwurf betrachtet. Beide Vorlagen scheiterten, sodass die Stichfrage letztlich keinerlei Auswirkungen hatte. Bei einem doppelten Ja hätten 953'316 Personen (48,30 %) und acht Stände für die Initiative gestimmt, 1'020'309 Personen (51,70 %) und 15 Stände für den Gegenentwurf.

### Elektrizitätsmarktgesetz
Im Zuge der europaweiten Strommarktliberalisierung wichen die Versorgungsmonopole einem Markt mit direkten Beziehungen zwischen Produzenten und Konsumenten, was auch die Schweiz zu einer Neuorientierung zwang. 1998 schickte der Bundesrat einen Vorentwurf für ein Elektrizitätsmarktgesetz in die Vernehmlassung. Nachdem er im Juni 1999 eine überarbeitete Fassung vorgelegt hatte, nahm das Parlament noch mehrere Änderungen daran vor. Das neue Gesetz umfasste folgende Kernelemente: freie Wählbarkeit der Lieferanten, eine Versorgungsgarantie, Betrieb des Übertragungsnetzes durch eine nationale privatrechtliche Gesellschaft, staatliche Kontrolle der nach einheitlichen Kriterien festgelegten Netzpreise, Verhinderung ungerechtfertigt hoher Preise und Förderung einheimischer erneuerbarer Energien. Die Übergangsfrist sollte sechs Jahre betragen. Gegen das Gesetz ergriffen der VPOD, die Jungsozialisten und Linke aus der Romandie das Referendum. Unterstützung erhielten sie von linken Parteien, von der Lega dei Ticinesi und von den Schweizer Demokraten. Die Gegner argumentierten, das Gesetz führe zu höheren Strompreisen und zu einem Abbau von Arbeitsplätzen. Ausserdem befürchteten sie Sicherheitsrisiken und bemängelten, dass kaum Anreize zum Umstieg auf erneuerbare Energien enthalten seien. Die bürgerlichen Befürworter verwiesen auf die Vorteile einer Marktöffnung für die Konsumenten. Zudem warnten die Wirtschaftsverbände, dass Industriebetriebe nicht mehr von billigem Strom profitieren könnten, was schwerwiegende wirtschaftliche Auswirkungen zur Folge hätte. Eine knappe Mehrheit der Abstimmenden lehnte die Vorlage ab, wobei die Romandie und das Tessin die Deutschschweiz überstimmten.

## Abstimmungen am 24. November 2002

### Ergebnisse
| Nr. | Vorlage | Art | Stimm- berechtigte | Abgegebene Stimmen | Beteiligung | Gültige Stimmen | Ja        | Nein      | Ja-Anteil | Nein-Anteil | Stände  | Ergebnis |
| --- | --- | --- | ------------------ | ------------------ | ----------- | --------------- | --------- | --------- | --------- | ----------- | ------- | -------- |
| 491 | Eidgenössische Volksinitiative «gegen Asylrechtsmissbrauch»                                                                                   | VI  | 4'749'962          | 2'276'596          | 48,12 %     | 2'242'892       | 1'119'342 | 1'123'550 | 49,91 %   | 50,09 %     | 12½:10½ | nein     |
| 492 | Änderung des Bundesgesetzes über die obligatorische Arbeitslosenversicherung und die Insolvenzentschädigung (Arbeitslosenversicherungsgesetz) | FR  | 4'749'962          | 2'262'130          | 47,82 %     | 2'201'249       | 1'234'623 | 0'966'626 | 56,09 %   | 43,91 %     | –       | ja       |

### Gegen Asylrechtsmissbrauch
Während des Kosovokriegs von 1998/99 suchten besonders viele Menschen Zuflucht in der Schweiz. Da die SVP viele Kosovaren für «unechte» Flüchtlinge hielt, reichte sie im November 2000 eine Volksinitiative ein. Der Bund sollte dazu verpflichtet werden, die Attraktivität der Schweiz als Asylland zu senken. Gestützt auf eine neu einzuführende Drittstaatenregelung, sollte auf Asylgesuche von Personen, die über einen als sicher bezeichneten Drittstaat in die Schweiz gelangt sind, gar nicht mehr eingetreten werden. Im Weiteren forderte die Initiative Sanktionen gegenüber Linienfluggesellschaften, die Asylsuchende ohne gültige Reisepapiere in die Schweiz transportieren. Schliesslich verlangte sie, dass die Sozialhilfeleistungen für Asylsuchende und vorläufig Aufgenommene markant gekürzt werden. Bundesrat und Parlament wiesen das Begehren zurück, da die Forderungen – sofern verhältnismässig – mit dem 1999 in Kraft getretenen Asylgesetz erfüllt worden oder Gegenstand der laufenden Reformen des Ausländer- und Asylgesetzes seien. Neben der SVP unterstützten nur kleine Rechtsaussenparteien und drei FDP-Kantonalsektionen die Initiative. Sie argumentierten in erster Linie mit dem Versagen der bisherigen Asylpolitik, denn das Asylrecht werde vorwiegend von «unechten» Flüchtlingen, Arbeitssuchenden und Kriminellen aus Südosteuropa oder der Dritten Welt missbraucht. Die Gegner betonten, die Initiative sei überholt; einerseits wegen der angestossenen Reformen, andererseits weil viele Vertriebene der jugoslawischen Konflikte inzwischen wieder in ihre Heimat zurückgekehrt seien. Zudem sei die geforderte strikte Drittstaatenregelung nicht umsetzbar, kontraproduktiv und inhuman. Das Ergebnis fiel äusserst knapp aus: Zwar erreichte die Vorlage das Ständemehr, doch eine hauchdünne Mehrheit der Abstimmenden lehnte sie ab (der Unterschied betrug 4208 Stimmen).

### Arbeitslosenversicherungsgesetz
Aufgrund einer länger andauernden Rezession schrieb die Arbeitslosenversicherung (ALV) ab 1992 rote Zahlen. Verschiedene Notmassnahmen waren bis 2003 befristet, weshalb der Bundesrat im Februar 2001 eine Revision des Arbeitslosenversicherungsgesetzes vorlegte, die in erster Linie die Finanzierung der ALV langfristig sichern sollte. Das Parlament nahm zahlreiche Änderungen am Entwurf vor und verabschiedete das neue Gesetz gegen den Widerstand der Linken. Vorgesehen waren feste jährliche Finanzierungsbeiträge von Bund und Kantonen, die Senkung der Beiträge der Sozialpartner von 3 auf 2 Lohnprozente, der Wegfall des bisherigen Solidaritätsbeitrags von 2 Prozent (bzw. dessen Wiedereinführung in der Höhe von 1 Prozent bei ALV-Schulden von über 5 Milliarden Franken), die Erhöhung der erforderlichen Beitragszeit von sechs auf zwölf Monate, die Kürzung der Bezugsdauer des Arbeitslosengelds von 520 auf 400 Tage sowie verschiedene kleinere Anpassungen. Gegen den Beschluss brachten SP, Grüne, Gewerkschaften und Arbeitslosenorganisationen das Referendum zustande. Zu den Gegnern gehörten weitere linke Parteien sowie die Lega dei Ticinesi, die insbesondere die zeitliche Kürzung des Taggeld-Anspruchs sowie die Streichung des Solidaritätsbeitrags der Besserverdienenden kritisierten. Bürgerliche und rechte Parteien sowie die Wirtschaftsdachverbände waren der Ansicht, dass die Revision ein soziales, konjunkturunabhängiges und wirkungsvolles System zur Unterstützung der Arbeitslosen ermögliche. Eine relativ deutliche Mehrheit nahm die Vorlage an, mit Nein-Mehrheiten in vier Westschweizer Kantonen.